# Bieriegowaja Pogoriełowka
Bieriegowaja Pogoriełowka (ros. Береговая Погореловка) – wieś (sieło) w Rosji, w obwodzie riazańskim, w rejonie prońskim. W 2010 liczyła 499 mieszkańców.